# 尾海鞘纲
尾海鞘纲是尾索动物亚门的一个纲，又名幼形纲。体小如蝌蚪，自由游泳生活，一对鳃裂，具背神经管和尾索。如尾海鞘、住囊虫。现存60多种，中国四大海域都有此类动物。

## 科
本纲包括以下科：
- 住筒虫科 Fritillariidae
- 科氏虫科 Kowalevskiidae
- 住囊虫科 Oikopleuridae